# قلعه اصیل
قلعه اصیل مربوط به دوره افشار است و در اردکان، کشتزار اصیل واقع شده و این اثر در تاریخ ۱۸ شهریور ۱۳۸۷ با شمارهٔ ثبت ۲۳۱۶۵ به‌عنوان یکی از آثار ملی ایران به ثبت رسیده است.